# جان کلاوسون
جان کلاوسون (انگلیسی: John Clawson; ۱۵ مهٔ ۱۹۴۴ – ۱۵ دسامبر ۲۰۱۸) بازیکن بسکتبال اهل ایالات متحده آمریکا بود.
وی در مسابقات کشوری و بین‌المللی در مجموع برندهٔ ۲ مدال طلا شده‌است.